# Mala jezgrena RNK
Mala jezgrena RNK (snRNA, U-RNA), vrsta je male molekule RNK koja se nalazi unutar srastajućih pjega i Cajalovim tjelešcima u staničnoj jezgri eukariotskih stanica. Dužina prosječne snRNK je približno 150 nukleotida. Transkribira ih RNK polimeraza II ili RNK polimeraza III. Studije su pokazale da im je primarna uloga u procesiranju predglasničkoj RNK (pre-mRNK, hnRNK) u jezgri. Pokazalo se da pomažu u reguliranju prijepisnih čimbenika (7SK RNK) ili RNK polimeraza II (B2 RNK) te održavanju telomera.
snRNA su uvijek združeni sa skupom specifičnih bjelančevina. Komplekse tih nazviamo mali jezgreni ribonukleoproteini (snRNP). Svaka čestica snRNP sastoji se od nekoliko bjelančevina (proteina) Sm, sastavnice snRNK te bjelančevina specifičnih za snRNP. Najčešće sastavnice snRNK ovih kompleksa su znani, respektivno, kao: U1 spliceosomska RNK, U2 spliceosomska RNK, U4 spliceosomska RNK, U5 spliceosomska RNK i U6 spliceosomska RNK. Nazivlje im se izvodi od visokog uridinskog sadržaja.
snRNK je slučajno otkrivena tijekom pokusa s elektroforezom gela 1966. godine. Pronađena je neočekivana vrsta RNK u gelu koja je potom istražena. Kasnije analize pokazale su da su ove RNK visoko u uridilatu i da su etablirane u jezgri.
Velika skupina snRNK znane su kao mala jezgričina RNK (snoRNK). Ove male molekule RNK igraju bitnu ulogu u biogenezi RNK i vode kemijske modifikacije ribosomske RNK (rRNK) i inih RNK (tRNK i snRNK). Nalaze se u jezgrici i Cajalovim tjelešcima eukariotskih stanica (glavnim mjestima sinteze RNK), gdje ih se naziva scaRNK.